# Gelanor altithorax
Gelanor altithorax là một loài nhện trong họ Mimetidae.
Loài này thuộc chi Gelanor. Gelanor altithorax được Eugen von Keyserling miêu tả năm 1893.